# Marlon Williams (muzikant)
Marlon Williams (Christchurch, 31 december 1990) is een zanger-gitarist en liedschrijver. Hij stamt af van de  Maori, de oorspronkelijke inwoners van Nieuw-Zeeland.

## Biografie
In 2007, toen hij op de middelbare school zat, vormde hij de met enkele vrienden The Unfaithful Ways. Met die band bracht hij twee studioalbums en twee verzamelalbums uit en ging hij onder meer op tournee met Band of Horses en Justin Townes Earle.
In 2011 vormde hij een duo samen met de bekende kiwi-countryzanger Delaney Davidson. Ze brachten drie albums uit in de serie Sad But True: The Secret History of Country Music Songwriting. In 2013 verhuisde Williams naar Melbourne (Australië), waar op muzikaal gebied meer te beleven was. Hij trad regelmatig op en bracht in 2014 zijn eerste livealbum uit, Live at La Niche.
In 2016 verscheen zijn eerste gelijknamige soloalbum (bij Dead Oceans Records), met zijn band The Yarra Benders, bestaande uit Dave Klan (viool, gitaar en mandoline), Ben Wooley (bas) en Gus Agars (drums en mandoline). Dat album haalde een tiende plek in de albumhitparade van Nieuw-Zeeland en bracht hem ook internationaal succes. Zijn tweede album, Make Way for Love, verscheen in 2018 en gaat over een verbroken relatie. Die plaat is nogal neerslachtig. Het album kwam op een eerste plaats in Nieuw-Zeeland en een achtste plaats in Australië.
In februari 2019 bracht Williams een livealbum uit, Live at Auckland Town Hall. 

## Discografie

### Studioalbums
- Marlon Williams (2015)
- Make Way for Love (2018)
- My Boy (2022)
- Te Whare Tīwekaweka (2025)

### Livealbums
- Live at La Niche (2014)
- Live at Auckland Town Hall (2019)

### Met The Unfaithful Ways
- Four First Songs (2009)
- More Townes Van Zandt by the Great Unknown (verzamelalbum, 2010)
- Free Reign (2011)
- Harbour Union (verzamelalbum, 2011)

### Met Delaney Davidson
- Sad But True: The Secret History of Country Music Songwriting Volume One (2012)
- Sad But True: The Secret History of Country Music Songwriting Volume Two (2013)
- Sad But True: The Secret History of Country Music Songwriting Volume Three (2014)

- Gemeinsame Normdatei: 1274486483
- International Standard Name Identifier: 0000 0004 5760 8439
- Library of Congress Control Number: no2016022259
- MusicBrainz: 92677e54-c738-4e33-8c08-e51ba490285b
- Système universitaire de documentation: 267389728
- Virtual International Authority File: 601145857888023020749
- WorldCat: E39PBJvMyDVPWQWvKtgp98mjmd